# Dakerkriege

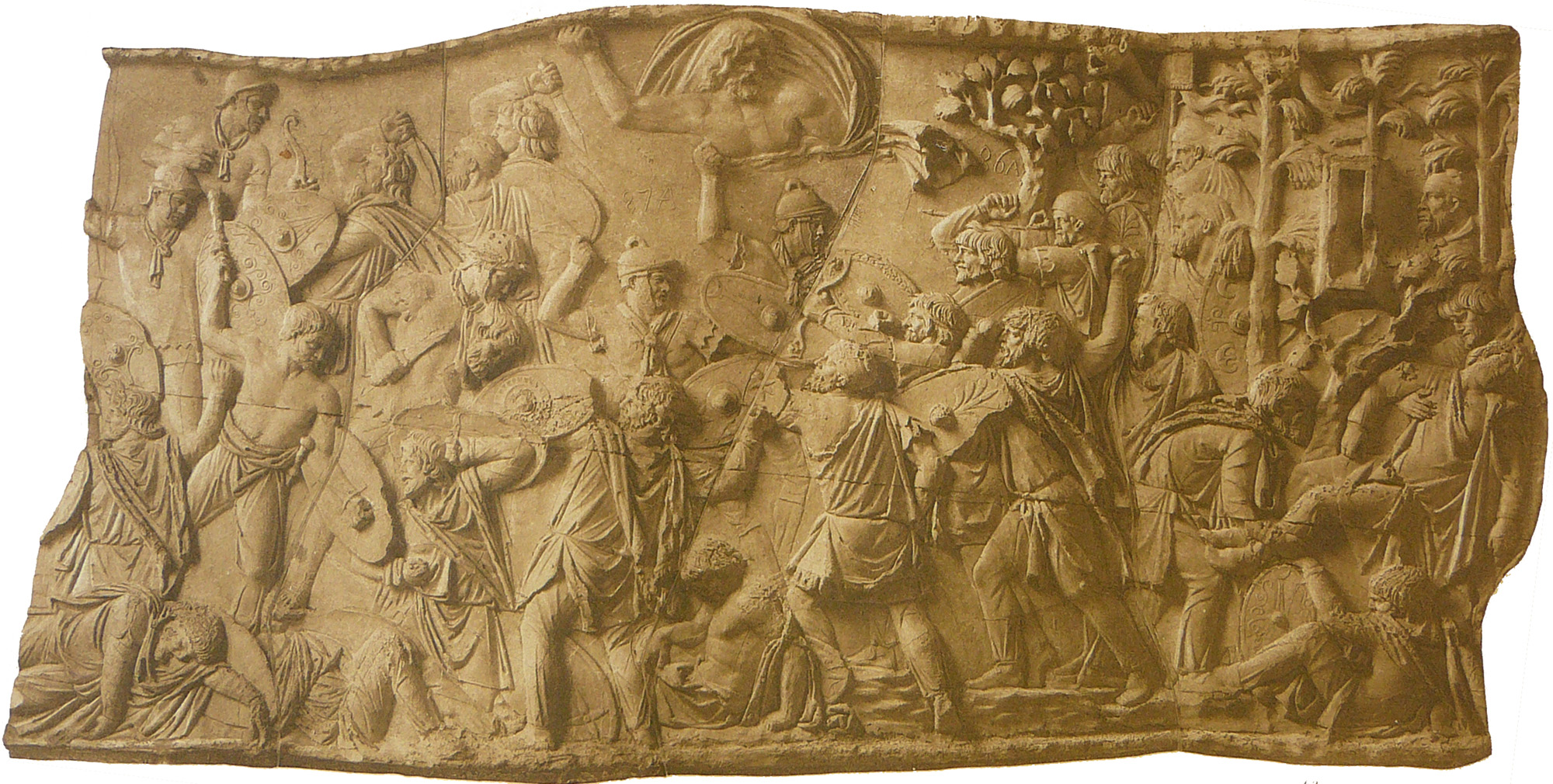
Die erste Schlacht des Ersten Dakischen Krieges, dargestellt auf der Trajanssäule

Als Dakerkriege werden mehrere militärische Konflikte zwischen dem Volk der Daker und dem expandierenden Römischen Reich unter den Kaisern Domitian (81–96) und Trajan (98–117) bezeichnet. Sie endeten mit der Annexion Dakiens durch die Römer. Die Daker lebten in den Karpaten im Gebiet des heutigen Rumäniens.

## Vorgeschichte

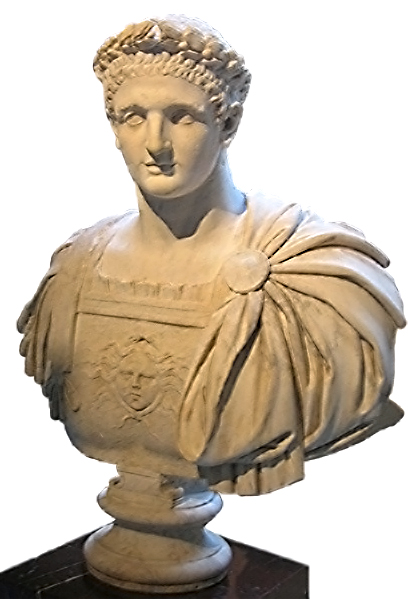
Büste des Domitian

Die ersten beiden Regierungsjahre des Kaisers Domitian (81–96) waren von innenpolitischen Problemen geprägt, die zu einer ersten Welle von Verbannungen und Hinrichtungen führten. Zu den Opfern dieser Säuberungsaktion gehörten Titus Flavius Sabinus und eine Reihe von Männern, die Domitians verstorbenem Bruder Titus (79–81) nahegestanden hatten. Im Jahr 83 begab sich Domitian nach Mogontiacum, das heutige Mainz, um von dort aus einen Angriffskrieg gegen die Chatten zu führen. Begründet wurde diese Aktion mit der allgemeinen Bedrohungslage für die Provinz, die von diesen Stämmen ausging. Von mindestens ebenso großer Bedeutung war für Domitian die damit verbundene Gelegenheit, seine innenpolitische Stellung durch den Beweis seiner virtus imperatoria und Sieghaftigkeit zu stärken. Der Feldzug verlief erfolgreich und endete mit der deditio, der bedingungslosen Unterwerfung der Chatten. Domitian nahm den Siegerbeinamen Germanicus an und ließ Münzen mit der Aufschrift „Germania capta“ prägen. Mit letzterem verbunden war die Umwandlung der germanischen Militärbezirke in die beiden Provinzen Germania superior und Germania inferior. Die Gebietsgewinne waren nicht beträchtlich, vielmehr war es um die Arrondierung bereits gewonnener Landstriche im südwestlichen Germanien gegangen (im Bereich des Neuwieder Beckens, des Taunus und der Wetterau sowie dem Zusammenschluss mit dem Dekumatland). Dennoch propagierte Domitian, dass er hiermit einen Erfolg errungen hatte, der selbst Augustus versagt geblieben war. Domitians zunehmend harte Haltung gegenüber den Stämmen und Foederaten im Vorfeld des Reiches mögen dazu beigetragen haben, dass der dakische Fürst Diurpaneus eine antirömische Koalition gründete, die entweder bereits im Winter 85/86 oder erst im Sommer 86 in die römische Provinz Moesia einfielen. Die genauen Umstände sind unbekannt. Der Provinzstatthalter Gaius Oppius Sabinus fand in den folgenden Kämpfen den Tod, die römischen Auxiliarlager an der Donau wurden überrannt und in der Provinz kam es zu Plünderungen und Brandschatzungen.

## Die Dakerkriege Domitians
Domitian ließ unverzüglich Truppen aus den umgebenden Provinzen (unter anderem Pannonien und Obergermanien) zusammenziehen und begab sich persönlich an die Front. Die neuen imperatorischen Akklamationen des Kaisers deuten darauf hin, dass die Invasoren noch im Jahr 85 wieder über die Donau zurückgeworfen werden konnten. Domitian zog sich daraufhin nach Rom zurück und feierte Anfang 86 einen Triumph. Um die Niederlage des Sabinus zu rächen, brachen die römischen Truppen im Sommer 86 unter der Führung des Prätorianerpräfekten Cornelius Fuscus zu einer Strafexpedition in das dakische Gebiet auf. Die Donau wurde wahrscheinlich bei Oescus mittels einer Schiffsbrücke überquert. Anschließend bewegte sich das Heer entlang dem Lauf des Aluta (Olt) nach Norden auf die Südkarpaten zu. Am Rotenturmpass wurde Fuscus jedoch vernichtend geschlagen. Er verlor in der Schlacht das Leben. Die komplette Ausrüstung seiner Armee sowie zahlreiche Gefangene fielen in die Hände des Diurpaneus. Diese erneute Niederlage schmälerte das römische Ansehen bei den Donaustämmen und schwächte auch die innenpolitische Stellung des Kaisers. Domitian kehrte deshalb noch im selben Jahr nach Mösien zurück. Im folgenden Feldzug, der durch Cornelius Nigrinus geführt wurde, konnte Diurpaneus ausgeschaltet werden. Ende 86 war der Kaiser wieder in Rom, doch verzichtete er diesmal auf eine Siegesfeier.
Ein anderes Ereignis innerhalb Dakiens sollte dem Konflikt jedoch bald eine entscheidende Wendung geben: Duras, der Fürst eines südwestdakischen Königreiches war nämlich um das Jahr 85 zugunsten seines Verwandten Decebalus zurückgetreten. An dieser Stelle sei angemerkt, dass einige Rekonstruktionen der Ereignisse nicht von einer Ausschaltung des Diurpaneus im Jahr 86 ausgehen. Stattdessen wird es als wahrscheinlich erachtet, dass der zurückgetretene Duras mit Diurpaneus gleichzusetzen ist (ähnlich auch die Darstellung von Karl Christ). Karl Strobel weist diese Deutung jedoch entschieden zurück. Mit Decebalus kam eine politisch und militärisch hoch qualifizierte Persönlichkeit auf den Thron, die großes Verhandlungsgeschick und charismatische Züge trug. Nachdem sich Decebalus im Jahr 86 noch neutral verhalten hatte, zeigte sich bald, dass bezüglich seines Status als Klientelfürst keine Einigung erzielt werden konnte. Domitian reagierte darauf mit massiven Umstrukturierungen in den Donauprovinzen und neuen Kriegsplänen. Ein Jahr später versuchte der Legat Tettius Julianus vom Banat aus nach Sarmizegetusa (Regia), dem dakischen Machtzentrum, vorzustoßen. Trotz mehrerer Erfolge (u. a. bei Tapae) wurde der Feldzug jedoch abgebrochen. Gründe hierfür mögen hohe römische Verluste oder auch einfach die zu weit fortgeschrittene Jahreszeit gewesen sein.
Während der Kämpfe um Dakien waren die germanischen Stämme der Quaden und Markomannen ihrer Verpflichtung, den Römern Truppen zu stellen, nicht nachgekommen, was einem Zusammenbruch des Föderatensystems in diesem Gebiet gleichkam. Die Gefahr, die diese untreuen Stämme darstellten, veranlasste Domitian vor dem geplanten Dakerkrieg im Jahr 89 eine Strafexpedition ins Barbaricum zu unternehmen, die jedoch scheiterte (1. Pannonischer Krieg). Die Markomannen schlugen die römischen Truppen in die Flucht, was nun auch die Jazygen zum Kriegseintritt bewog. Diese Niederlage schwächte Domitians Ansehen in Rom besonders stark, da er selbst an der Front anwesend war und das Scheitern somit ihm selbst angelastet werden konnte. Die Kluft zwischen der Selbststilisierung des sieghaften Kaisers und der Realität wurde trotz vieler im Einzelnen rationalen Regierungshandlungen immer größer.
Nach diesen zahlreichen Rückschlägen blieb Domitian keine andere Wahl, als Decebalus im Jahr 89 einen Kompromissfrieden anzubieten um Zeit zu gewinnen. Ein zentraler Punkt des Kompromisses war die Anerkennung des Decebalus als Vasallenkönig von ganz Dakien. Zusätzlich schloss er die Zahlung von Subsidien an Decebalus sowie den Transfer von ziviler und militärischer Technologie mit ein. Erst dieser Friedensvertrag erlaubte es Decebalus, ein gesamtdakisches Königreich zu schaffen; das erste seit dem Reich des Burebista († 44 v. Chr.). In der Folgezeit versuchte Domitian mit diplomatischen Mitteln eine zweite Front gegen die Markomannen und Quaden in deren Rücken zu errichten. Die beiden bedrohten Stämme reagierten mit einer Erneuerung ihres Bündnisses mit den Jazygen, die im Jahr 92 in römisches Gebiet einfielen. Nachdem die Legio XXI Rapax von ihnen aufgerieben wurde, eilte Domitian wieder persönlich an die Front um die Situation zu stabilisieren. Sein Sieg über die Jazygen war vollständig, so dass sich dieses Volk erst im Jahr 107/108 gegen Rom erhob, als es sich von Trajan betrogen sah. Die anschließenden Kämpfe gegen Markomannen und Quaden konnten jedoch zu keinem befriedigenden Ergebnis geführt werden und endeten mit einem Waffenstillstand (2. Pannonischer Krieg).

## Vorbemerkung zu den Dakerkriegen Trajans

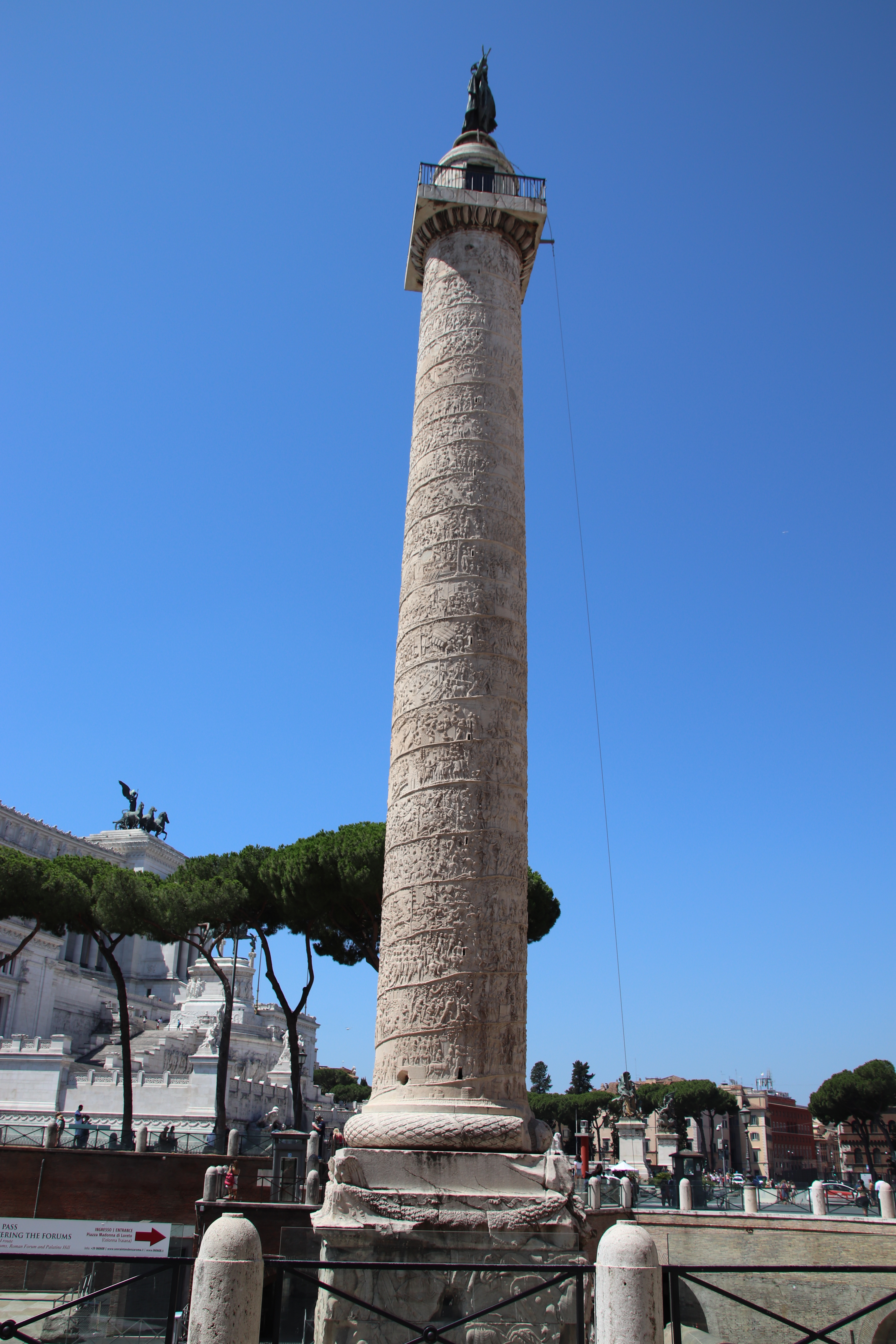
Trajanssäule von Osten gesehen (2004)

Viele Ereignisse der Dakerkriege Trajans sind auf den Reliefs der Trajanssäule in Rom dargestellt. Allerdings ist die Interpretation dieser Bildzeugnisse nicht einfach, da die Darstellungen nicht zuletzt auch propagandistischen Zwecken dienten und oft idealisiert sind. Hinzu kommt die Tatsache, dass viele schriftliche Quellen zur Ära Trajans verloren sind, so zum Beispiel auch die Commentarii de bellis Dacicis von Trajan selbst. Die erhaltenen schriftlichen Quellen bieten eher spärliche Informationen. Auf den Rückseiten von Münzen des Trajan wird aber sehr häufig auf seinen Sieg über die Daker Bezug genommen.

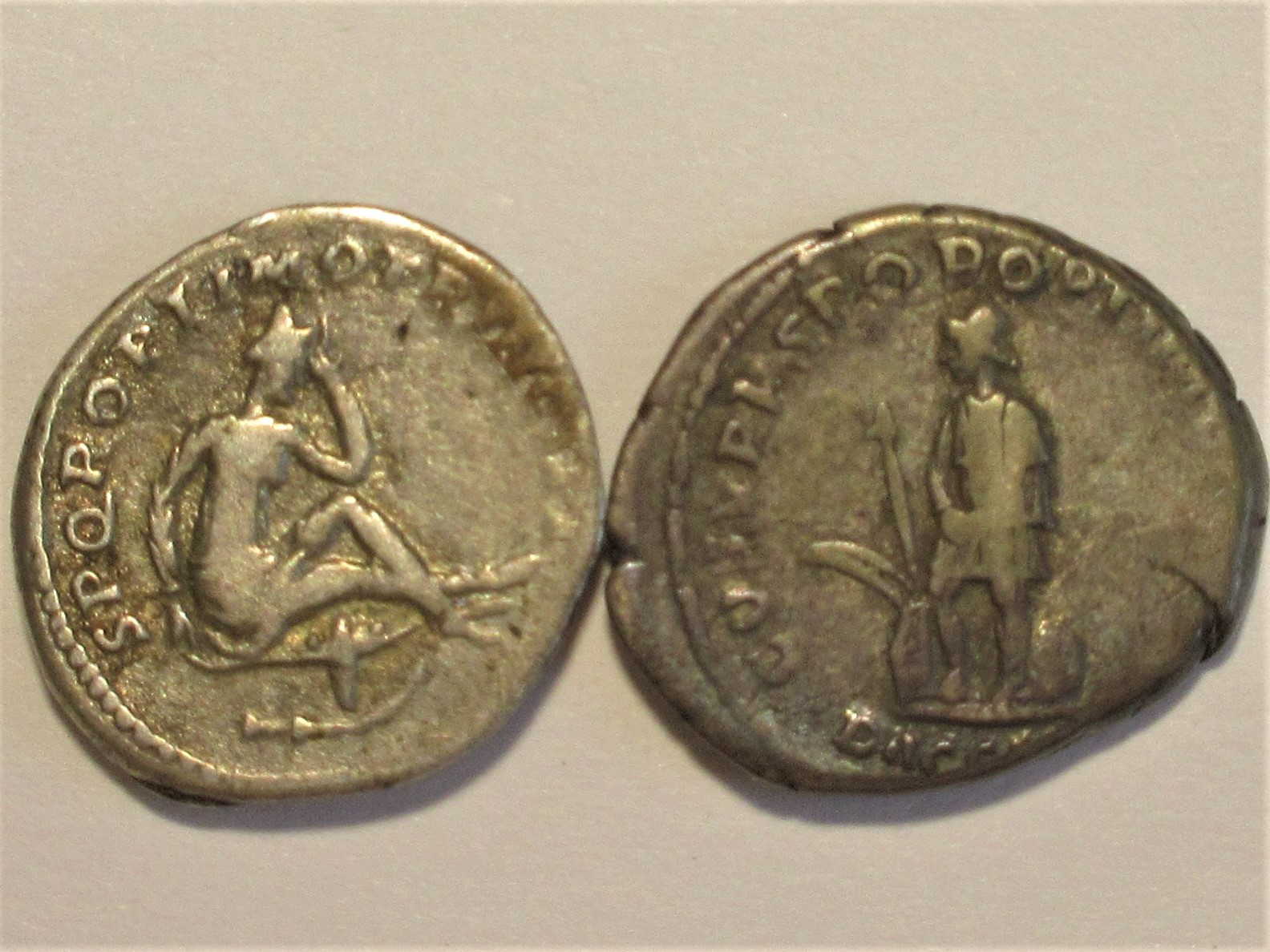
Daker mit ihren Waffen auf Münzrückseiten des Trajan

## Der erste Dakerkrieg Trajans 101/102

Die römische Provinz Dakien bis zum Tode Trajans

Kaiser Trajan (98–117), der für seine Herrschaftslegitimation auch eines überzeugenden militärischen Erfolges bedurfte, begann schon im Jahr seines Regierungsantrittes mit der Vorbereitung des nächsten Dakerkrieges. Die reichen Gold- und Erzvorkommen Dakiens dürften einen weiteren Anreiz dargestellt haben, das Land zu erobern, obschon dieser Aspekt nicht überbewertet werden sollte. Zu den Kriegsvorbereitungen gehörte auch ein massiver Ausbau der Infrastruktur in den betroffenen Regionen. Wichtig in diesem Zusammenhang ist die Begradigung der Donausüdstraße durch die Fertigstellung einer bereits unter Tiberius (14–37) begonnenen Kunststraße durch die felsigen Regionen am südlichen Donauufer im Bereich des Eisernen Tores (die Tabula Traiana legt noch heute hiervon Zeugnis ab). Da die Stromschnellen des Eisernen Tores auch für die Schifffahrt ein großes Problem darstellten, wurde zusätzlich ein 3,2 km langer und 30 m breiter Schiffskanal in dieser Gegend angelegt.
Die Markomannen und Quaden waren bereits im Jahr 98 wieder in das Föderatenverhältnis zurückgekehrt, nachdem sie während der Regierungszeit Nervas im 3. Pannonischen Krieg von den Römern besiegt worden waren. Als Trajan von ihnen Truppenaufgebote verlangte, hielten sie sich an ihre Vereinbarungen. Dies war insofern von größter Wichtigkeit für Trajan, da es auch die Gefahr eines Mehrfrontenkrieges bannte (zumal zu diesem Zeitpunkt auch die Partherfront ruhig war). Damit war es Trajan möglich, starke Verbände des Reichsheeres für den kommenden Dakerkrieg bereitzustellen (7 Legionen und zahlreiche Auxiliartruppen und Vexillationen). Eröffnet wurde der Feldzug im Jahr 101. Die Hauptstreitmacht des Kaisers brach von Viminatium (östlich von Belgrad) aus auf und überschritt die Donau mittels einer Pontonbrücke bei Lederata. Der Vormarsch im feindlichen Gebiet war eher langsam, da die Römer das eroberte Gebiet sukzessive ausbauten und sicherten. Bei Tapae kam es zur einzigen Feldschlacht dieser Kampagne, da Decebalus bis zu diesem Zeitpunkt eine offene Konfrontation vermieden hatte. Als die dakische Niederlage absehbar wurde, zog Decebalus seine Truppen geordnet zurück. Gleichzeitig begann auch die dakische Offensive im Raum der unteren Donau, die gemeinsam mit den verbündeten Roxolanen durchgeführt wurde. Die römischen Kräfte waren jedoch stark genug, um diesen Zweifrontenkrieg zu gewinnen. Damit hatte Decebalus sein wichtigstes Kriegsziel verfehlt. Es war ihm nicht gelungen, Trajan zur Räumung Dakiens zu zwingen. Als Monument zur Feier des Sieges über die Invasoren in Mösien bauten die Römer das Tropaeum Traiani bei Adamklissi.
Im Frühjahr 102 nahm Trajan die Kampfhandlungen wieder auf. Er selbst stieß mit der Hauptstreitmacht über Tapae in Richtung Sarmizegetusa vor, während die untermösischen Heere den Raum der Südkarpaten angriffen. Nach drei erfolgreichen Feldschlachten konnten die Truppen Trajans letztlich die dakische Festung bei Costeşti stürmen. Etwa gleichzeitig eroberte der römische Befehlshaber Manius Laberius Maximus ein weiteres dakisches Herrschaftszentrum (vermutlich bei Tilişca.). Nach diesen Kampfhandlungen bot der Dakerkönig seine Unterwerfung an, konnte dabei aber relativ günstige Bedingungen aushandeln: Decebalus durfte das Hochland behalten, musste aber seine Festungen schleifen. Damit war der 1. Dakerkrieg Trajans abgeschlossen. Trotz aller Erfolge war auch hier klar, dass der erwartete große römische Sieg ausgeblieben war, ein Umstand, der wohl der zunehmenden Erschöpfung der römischen Truppen geschuldet war. In der Folgezeit bauten die Römer ihre Stellungen in den besetzten Gebieten weiter aus. An der Stelle der späteren Colonia Ulpia Traiana Sarmizegetusa wurde ein großes Legionslager errichtet (man beachte, dass dies nicht der Ort des dakischen Sarmizegetusa (Regia) ist). Ein weiteres äußerst bedeutsames Werk war der Bau der 1,2 km langen Donaubrücke bei Drobeta unter der Leitung von Apollodor von Damaskus in den Jahren 103–105, einem Meisterwerk antiker Baukunst.

## Der zweite Dakerkrieg Trajans 105/106
Nach weiteren umfassenden Rüstungen begann Trajan im Jahr 105 seinen 2. Dakerkrieg mit rund 15 Legionen und zahlreichen Auxiliarverbänden. Decebalus, dem die römischen Kriegsvorbereitungen nicht verborgen geblieben waren, hatte seinerseits die Bergfestungen wieder instand setzen lassen und die Jazygen aus den ehemals dakischen Gebieten an der oberen und mittleren Theiss vertrieben, die im ersten Dakerkrieg Trajans an diese verloren gegangen waren. Im Jahr 105 reagierte er mit einem Präventivschlag gegen die römischen Stellungen auf seinem Gebiet. Gemäß dem Bildbericht der Trajanssäule scheint es ihm gelungen zu sein, in einige Auxiliarlager einzudringen. Das große Legionslager an der Stelle der späteren Colonia Ulpia Traiana Sarmizegetusa hingegen wurde zwar beschädigt, konnte aber nicht gestürmt werden. Durch ein fingiertes Kapitulationsangebot gelang es Decebalus anschließend den römischen Befehlshaber Pompeius Longinus gefangen zu nehmen. Sein Versuch Trajan hiermit unter Druck zu setzen, scheiterte als sich Longinus das Leben nahm. Trajan gelang es, die Lage wieder vollständig unter Kontrolle zu bringen, so dass Decebalus im Jahr 106 kaum mehr zu offensiver Kriegsführung gegen die römische Übermacht fähig war. Vermutlich wurde auch noch im Jahr 105 das große Militärlager bei Apulum errichtet, welches das Decebalus verbleibende Gebiet gegen Norden abschottete. Die Trajanssäule zeigt auf den Bildern zum Beginn der Offensiven im Jahr 106, dass zahlreiche Bevölkerungsteile und ehemalige Verbündete des Decebalus nun zu Trajan überliefen, was von den Römern natürlich entsprechend propagandistisch ausgewertet wurde.
Die Römer kämpften sich nun systematisch gegen Sarmizegetusa vor. Ein Kapitulationsangebot des Decebalus wurde abgelehnt, so dass der Dakerkönig kurz darauf gezwungen war, Sarmizegetusa aufzugeben. In einer entlegenen Festung, die noch nicht eindeutig lokalisiert ist, versuchte er den letzten Widerstand zu organisieren. Aber auch dies stellte nur noch ein kurzes Zwischenspiel dar. Mit einigen wenigen Vertrauten versuchte Decebalus am Ende nach Norden zu entkommen. Doch die Auxiliarreiter der Ala II Pannoniorum Veterana unter der Führung des Unteroffiziers Tiberius Claudius Maximus holten ihn schließlich ein. Um der Gefangennahme zu entgehen, schnitt sich Decebalus die Kehle durch. Diese Szene wird zwar auf der Trajanssäule dargestellt, doch konnte Tiberius Claudius Maximus erst identifiziert werden, als man 1965 seinen Grabstein im Norden Griechenlands entdeckte. Als Belohnung dafür, dass er Trajan den Kopf des Decebalus überbrachte, wurde Maximus zum Decurio befördert.

## Die Errichtung der römischen Provinz Dakien
Im besiegten Dakien wurde nun eine römische Provinz geschaffen, die mit dem untergegangenen dakischen Reich nur noch wenig gemein hatte. Vielfach wurde sogar angenommen, dass Trajan beinahe das gesamte dakische Volk entweder deportieren oder töten ließ, um das Land anschließend neu besiedeln zu lassen. Dies ist wohl übertrieben, obschon es zu großen Veränderungen in der Bevölkerungsstruktur kam: Während sich viele Bevölkerungsteile und auch Mitglieder der dakischen Eliten auf die römische Seite geschlagen haben dürften, so wurden doch die alten Hierarchien beseitigt. Die zentralen dakischen Orte wurden aufgelöst und an ihrer Stelle kleinere nunmehr dörfliche Siedlungen errichtet. Ebenso wurden sämtliche alten Adelssitze zerstört. Beeindruckend ist auch das nahezu vollständige Verschwinden der alten dakischen Religionen selbst im Vorfeld der neuen römischen Provinz. Große Teile der waffenfähigen männlichen Bevölkerung, die nicht zu Kriegsgefangenen geworden war, wurde in das römische Heer eingezogen; ein übliches Verfahren, um die Wehrfähigkeit eines besiegten Stammes zu senken und gleichzeitig die Schlagkraft der römischen Armee zu erhöhen.
Es kam auch zum Zuzug von römischen Siedlern und zur Ansiedlung von Veteranen auf dem Gebiet der neuen Provinz. So wurde im Jahr 109 Colonia Ulpia Traiana Sarmizegetusa an der Stelle des bereits erwähnten Legionslagers gegründet. Die Provinz sah ihre erste entscheidende Krise bereits im Jahr 116, als die Roxolanen und Jazygen mit erneuten Angriffen auf das römische Staatsgebiet begannen. Da ein Großteil des Heeres entweder durch den großen jüdischen Aufstand und den immer desaströser werdenden Partherfeldzug des Kaisers im Osten des Reiches gebunden waren, konnte nur ungenügend Gegenwehr geleistet werden.  Erst Trajans Nachfolger Hadrian (117–138) sollte es gelingen, die Situation wieder zu stabilisieren, allerdings unter der Aufgabe der Randgebiete der Provinz in der großen Walachei und am unteren Mureş. Das zentrale Dakien blieb römische Provinz, bis es durch Kaiser Aurelian (270–275) aufgegeben wurde. An ihrer Stelle richtete er in Mösien die Provinz Dacia ripensis ein, wozu später südlich davon die Provinz Dacia mediterranea kam. Die frühere Annahme einer Kontinuität einer dakisch-römischen Bevölkerung nach der Aufgabe der Provinz im Gebiet des heutigen Rumänien ist in der jüngeren Forschung umstritten.